# Turbo artensis
Turbo artensis is een slakkensoort uit de familie van de Turbinidae. De wetenschappelijke naam van de soort is voor het eerst geldig gepubliceerd in 1860 door Montrouzier.